# Vegetação ripária

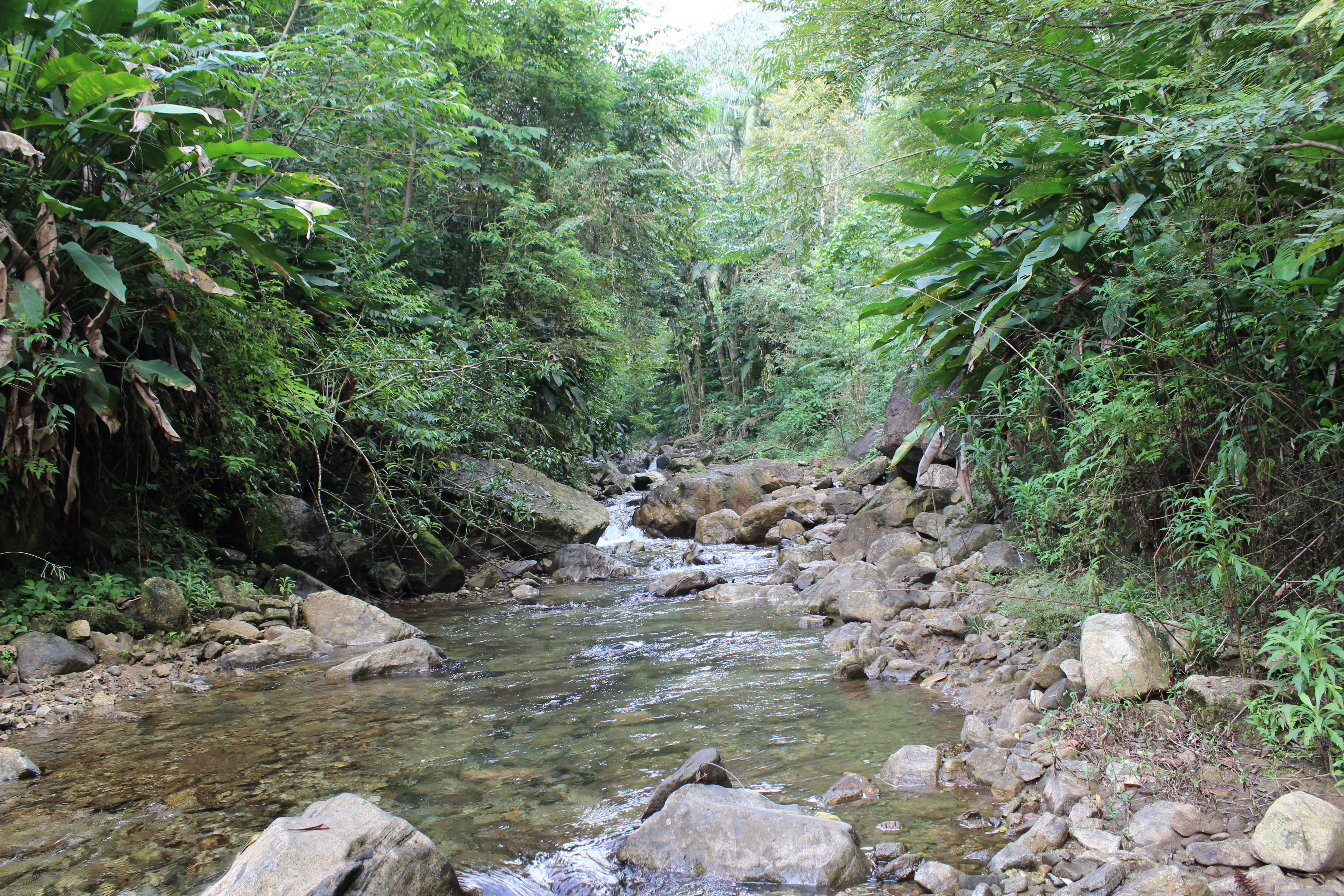
Vegetação ribeirinha na região da Mata Atlântica, SC.

A vegetação ripária (ou ripícola, ribeirinha) é um tipo de vegetação presente em espaços próximos a corpos da água, isto é, na zona ripária. Pode assumir fisionomia campestre ou florestal e, neste último caso, é chamada mata ripária (ou mata ciliar, em sentido amplo).  Inclui vários subtipos, entre eles, a mata ciliar (em sentido restrito), a mata ripária (em sentido restrito), a mata de galeria, a mata paludosa, etc.

## Terminologia

### Formações florestais
No Brasil, existe uma grande variedade de termos e conotações para as formações ribeirinhas, especialmente as florestais (matas), dentre eles:[p.134]
- mata aluvial (Veloso e Góes Filho, 1982);[5]
- matas das aluviões fluviais (ou das várzeas) (Gonzaga de Campos, 1912);[6]
- floresta aluvial (IBGE, 1993);[7]
- matas de anteparo (Lindman, 1906);[8]
- floresta de beira d'água (ACIESP, 1987);[9]
- floresta beira-rio (Mantovani, 1989);[10]
- mata ciliar, em sentidos diversos (Gonzaga de Campos, 1912; Sampaio, 1938; Hueck, 1972; Bezerra-dos-Santos, 1975; Leitão Filho, 1982);[6][11][12][13][14]
- mata ciliar (ou floresta ciliar), em sentido amplo, sinonimizada com floresta de galeria (Joly, 1970; Veloso, 1972; Bezerra-dos-Santos, 1975; Goodland, 1975);[15][16][17]
- mata ciliar (ou floresta ciliar), em sentido restrito, diferenciada de floresta de galeria, com base na ausência de corredor fechado (ACIESP, 1997; Ribeiro e Walter, 1998);[9][18]
- mata ciliar (ou floresta ciliar), em sentido restrito, diferenciada de floresta de galeria, com base na presença de interflúvios florestais (ACIESP, 1987);[19][20]
- mata de condensação, quando ocupam fundos de vales (Troppmair e Machado, 1974);[21]
- mata galeria, como sinônimo de mata ciliar (Campos, 1912; Kuhlmann, 1951);[6][22]
- mata galeria, diferenciada de mata ciliar com base na presença de corredores (Ribeiro e Walter, 1998);[18]
- mata justafluvial (Hoehne, 1923);[23]
- floresta paludosa, que engloba as matas de brejo (Lindman, 1906, Fernandes e Bezerra, 1990);[8][24]
- floresta ribeirinha (Oliveira e Prado, 1989);[25]
- floresta ripária, em sentido amplo, como sinônimo de galerias ou cílios fluviais (Rizzini, 1997);[26]
- mata ripária (ou floresta ripária), em sentido restrito, diferenciada de floresta de galeria, com base na presença de interflúvios florestais (Bertoni e Martins, 1987; Catharino, 1989; Mantovani, 1989; Rodrigues, 1989);[27][10][28]
- floresta ripícola (Martins, 1995);[29]
- floresta de várzea (Bertoni e Martins, 1987).[30]

Além dos termos acima, de caráter mais técnico em geral, há ainda também alguns populares, de uso regional, como as "matas de várzea" e "matas de igapó", da região amazônica. Outros, como floresta ciliar e de galeria, possuem usos tanto técnicos quanto populares, às vezes discrepantes.
Rodrigues (2004) propõe o uso do termo generalista "floresta ribeirinha". Ele também sugere o uso limitado de certos termos populares, evitando sua sinonimização:
- floresta/mata ciliar:
  - Na legislação, é usada de modo genérico (sentido amplo), no sentido de "florestas ribeirinhas".
  - Na literatura técnica, em sentido restrito, costuma designar as formações florestais observadas nos diques marginais de grandes planícies (logo, em rios de grande porte), numa faixa estreita de vegetação, não formando corredores fechados (galerias). Há certa deciduidade, e são geralmente isoladas da condição de interflúvio por extensas faixas de vegetação herbácea higrófila (várzeas). Logo, o interflúvio pode ser não-florestal (ACIESP, 1997; Ribeiro e Walter, 1998).[9][18]
  - Ainda na literatura técnica, de modo menos usual, pode designar as formações florestais ribeirinhas onde a fisionomia da vegetação do interflúvio também é florestal (ACIESP, 1987).[19] Neste sentido, tem sido mais adotado o termo "floresta ripária".[20]
- floresta/mata de galeria: designação genérica ou popular das formações florestais ribeirinhas em regiões onde geralmente a vegetação de interflúvio não é de floresta contínua (cerrado, caatinga, campos, etc.), geralmente ao longo de rios de pequeno porte.
- floresta ripária: em sentido restrito, designação genérica ou popular das florestas ocorrentes ao longo de cursos d’água em regiões onde a vegetação de interflúvio também é florestal (floresta atlântica, floresta amazônica, floresta estacional, etc.).
- floresta paludosa (ou de brejo): designação popular das florestas sobre solo permanentemente encharcado, com fluxo constante de água superficial dentro de pequenos canais com certa orientação de drenagem, mesmo que pouco definida.

### Formações campestres
As formações campestres em áreas ribeirinhas também recebem diversas denominações no Brasil: 
- campos brejosos (Lindman, 1906);[8]
- brejos ou turfeiras (Usteri, 1906);[31][32]
- campinas e pantanais (Gonzaga de Campos, 1912);[33]
- turfos da Caatinga (Luetzelburg, 1922);[34]
- campos úmidos e brejos (Hoehne, 1930);[35]
- baixadas (áreas temporariamente inundadas) e brejos (permanentemente inundados; Joly, 1950);[36]
- campos de várzea amazônicos (embora ocorram na região norte, são mais ligados ao Cerrado do que à Amazônia; Dücke e Black, 1954);[37][38]
- campos limpos úmidos (com lençol freático alto) e campos de várzea (ou várzeas, brejos, isto é, áreas inundadas periodicamente) do Cerrado (Ribeiro e Walter, 1998).[18]

## Tipologias

### Gonzaga de Campos (1912)
Gonzaga de Campos (1912) cita as seguintes formações ribeirinhas:
- Matas das aluviões fluviais (ou das várzeas), na região amazônica
- Matas ciliares (ou pestanas, matas de condensação, matas de anteparo, matas em galeria), no Brasil Central
- Campinas, em várias regiões
  - Campos de várzea ou inundação (maior parte)
  - Pantanais

### Rodrigues (2004)
Rodrigues (2004) propõe a seguinte tipologia:
- Formação ribeirinha (= vegetação ribeirinha): qualquer formação (florestal ou campestre) ocorrendo ao longo de cursos d’água, com drenagem bem definida ou mesmo difusa
  - Formação ribeirinha com influência fluvial permanente: solo permanentemente encharcado
  - Formação ribeirinha com influência fluvial sazonal: elevação sazonal do rio ou do lençol freático
  - Formação ribeirinha sem influência fluvial: às margens de cursos d’água, mas não são diretamente influenciadas pela água do rio ou lençol freático

### Oliveira-Filho (2009)
Oliveira-Filho (2009) propõe os seguintes tipos de vegetação, conforme o regime de drenagem:
- Ripícola: margens úmidas a saturadas de riachos e lagos; não sujeitas a inundações periódicas
- Vargedícola: terraços ou planícies periodicamente inundáveis pela extrusão dos rios ou avanço das marés.
- Freatícola: vales e encostas periodicamente saturadas pelo afloramento do lençol freático.
- Paludícola: baixios permanentemente saturados devido à drenagem obstruída

### IBGE (2012)
O IBGE (2012) cita as seguintes formações relacionadas ao ambiente ribeirinho:
- Formações aluviais
  - Floresta ombrófila densa aluvial
  - Floresta ombrófila aberta aluvial
  - Floresta ombrófila mista aluvial
  - Floresta estacional sempre verde aluvial
  - Floresta estacional semidecidual aluvial
  - Floresta estacional decidual aluvial
- Formações pioneiras
  - Vegetação com influência fluvial
- Outras
  - Campinarana do tipo caatinga-gapó

O problema do uso do termo "aluvial" nas classificações do IBGE, segundo Rodrigues (2004), é que ele dá a falsa ideia de que as formações ribeirinhas ocorrem somente sobre solos aluviais (há, por exemplo, solo litólicos). Ou ainda, há solos aluviais que não são fluviais, mas sim marítimos (como no caso de mangues e restingas). Logo, o autor sugere sua substituição pelo termo "ribeirinho", como designação mais genérica.

## No Brasil

### Região Centro-Sul

#### Mata ciliar
Embora num sentido amplo seja usado como sinônimo de "floresta ribeirinha", o termo "mata ciliar" é aqui usado no sentido restrito, isto é, como a vegetação florestal que acompanha os rios de médio e grande porte na região do Brasil Central, nos casos em que a vegetação arbórea não forma galerias fechadas. Em geral essa mata é relativamente estreita em ambas as margens, dificilmente ultrapassando 100 metros de largura em cada, e apresenta certa deciduidade. É comum a largura em cada margem ser proporcional à do leito do rio, embora em áreas planas a largura possa ser maior. Porém, a mata ciliar ocorre geralmente sobre terrenos acidentados, podendo haver uma transição nem sempre evidente para outras fisionomias florestais como a Mata Seca e o Cerradão.
O termo "mata ciliar" refere-se ao fato de que ela pode ser tomada como uma espécie de "cílio", que protege os cursos de água do assoreamento assim como os cílios protegem os olhos.
E possuem a importante função de melhorar a qualidade da água dos rios, lagos, riachos...

#### Mata de galeria
Por mata de galeria entende-se a vegetação florestal que acompanha os rios de pequeno porte e córregos dos planaltos do Brasil Central, formando corredores fechados (galerias) sobre o curso de água. Geralmente a mata de galeria localiza-se nos fundos dos vales ou nas cabeceiras de drenagem onde os cursos de água ainda não escavaram um canal definitivo. Essa fisionomia é perenifólia, isto é, não apresenta queda de folhas na estação seca. Quase sempre a mata de galeria é circundada por faixas de vegetação não florestal em ambas as margens, e em geral ocorrem uma transição brusca com formações savânicas e campestres. Essa transição é quase imperceptível quando ocorre com matas ciliares, matas secas ou mesmo cerradões, o que é mais raro, embora seja diferenciada pela composição florística.

#### Mata ripária
Mata ripária, no sentido restrito, aplica-se às florestas ao longo de rios em regiões onde os interflúvios também são florestais.

#### Mata de brejo
As matas de brejo (ou paludosas) ocupam áreas com solo permanentemente encharcado, e apresentam características florísticas e estruturais próprias, que são distintas das vegetações de áreas com encharcamento temporário do solo (como as matas ciliares e de galeria).

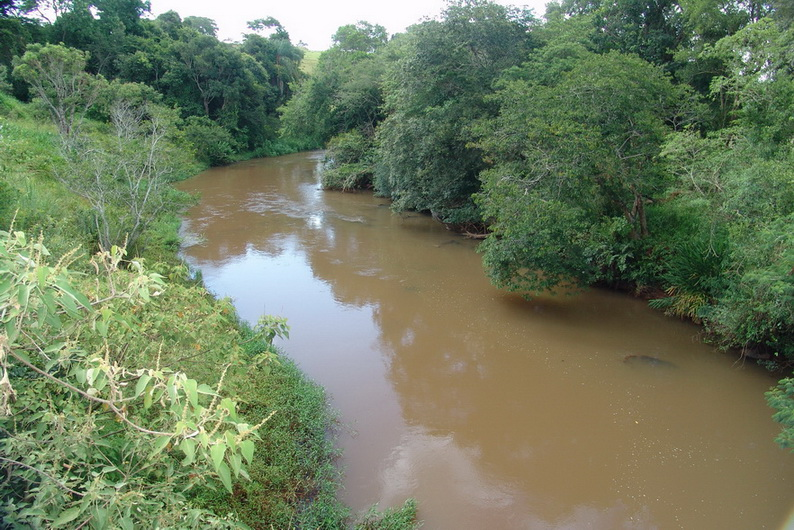
Mata ciliar no Rio Novo, Águas de Santa Bárbara, SP.
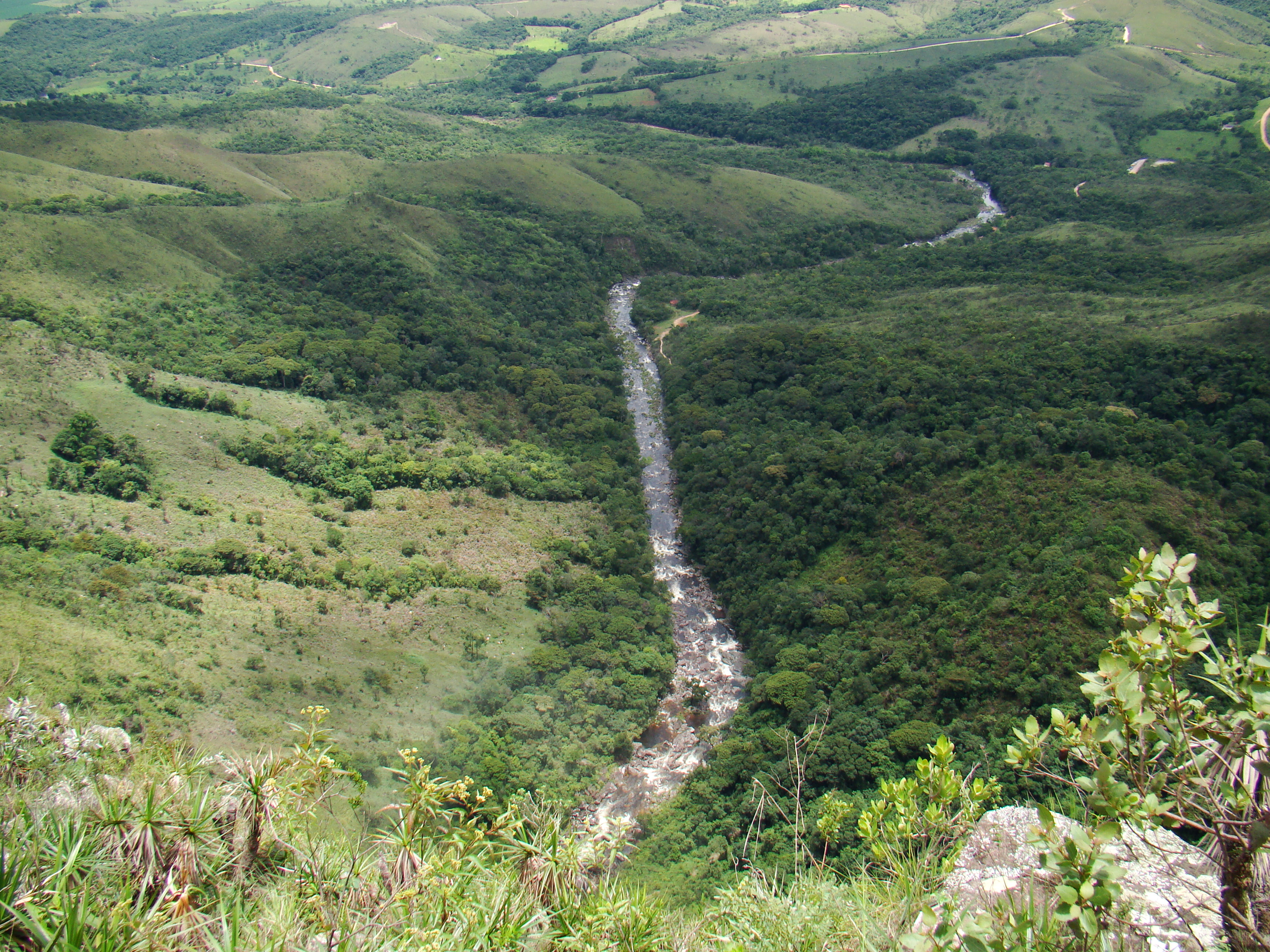
Mata ciliar, na Serra da Canastra, MG.
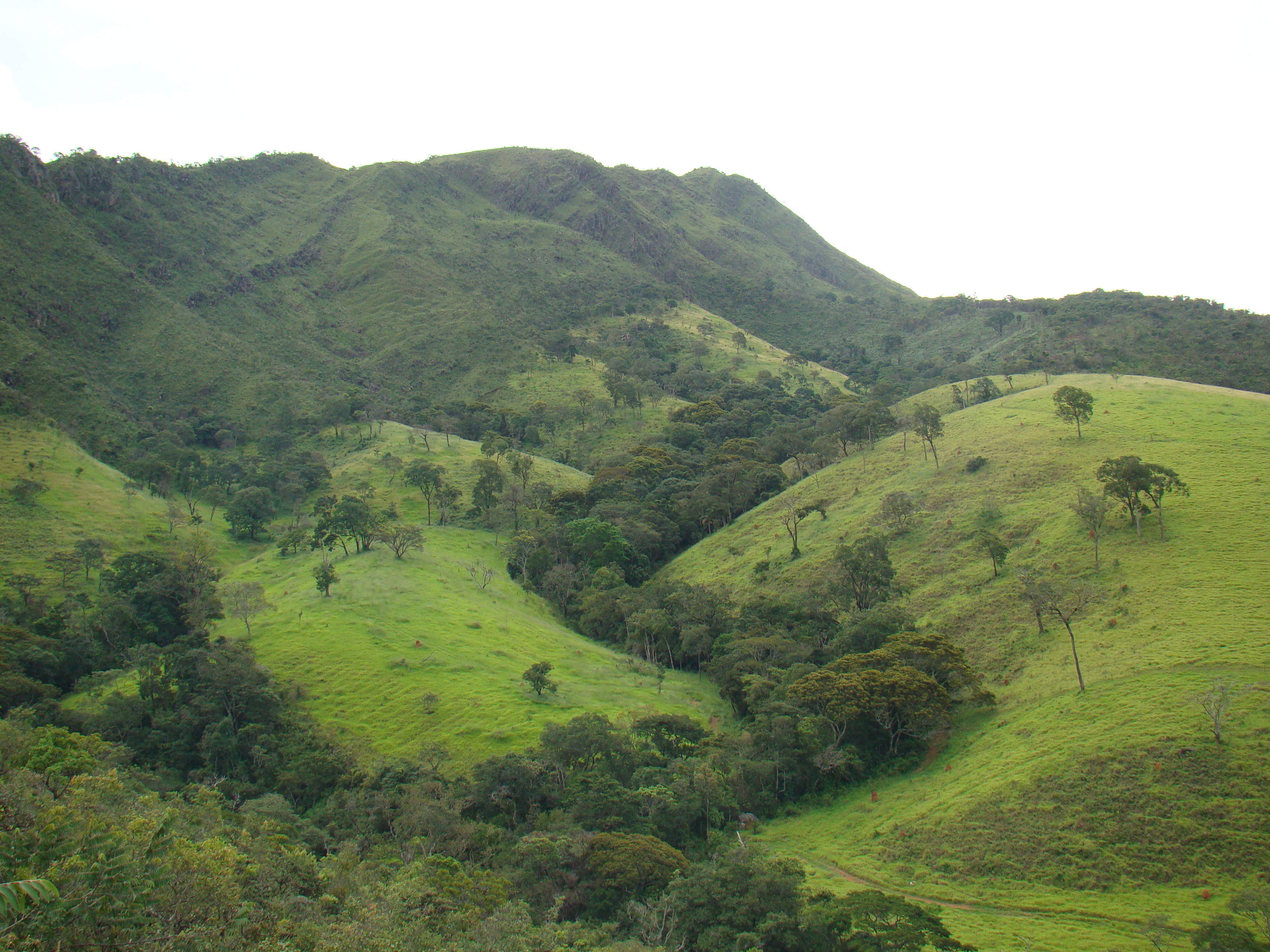
Mata de galeria, na Serra da Canastra, MG.
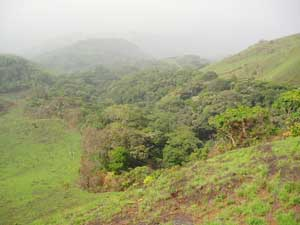
Mata de galeria nas montanhas de Simandou, Guiné.
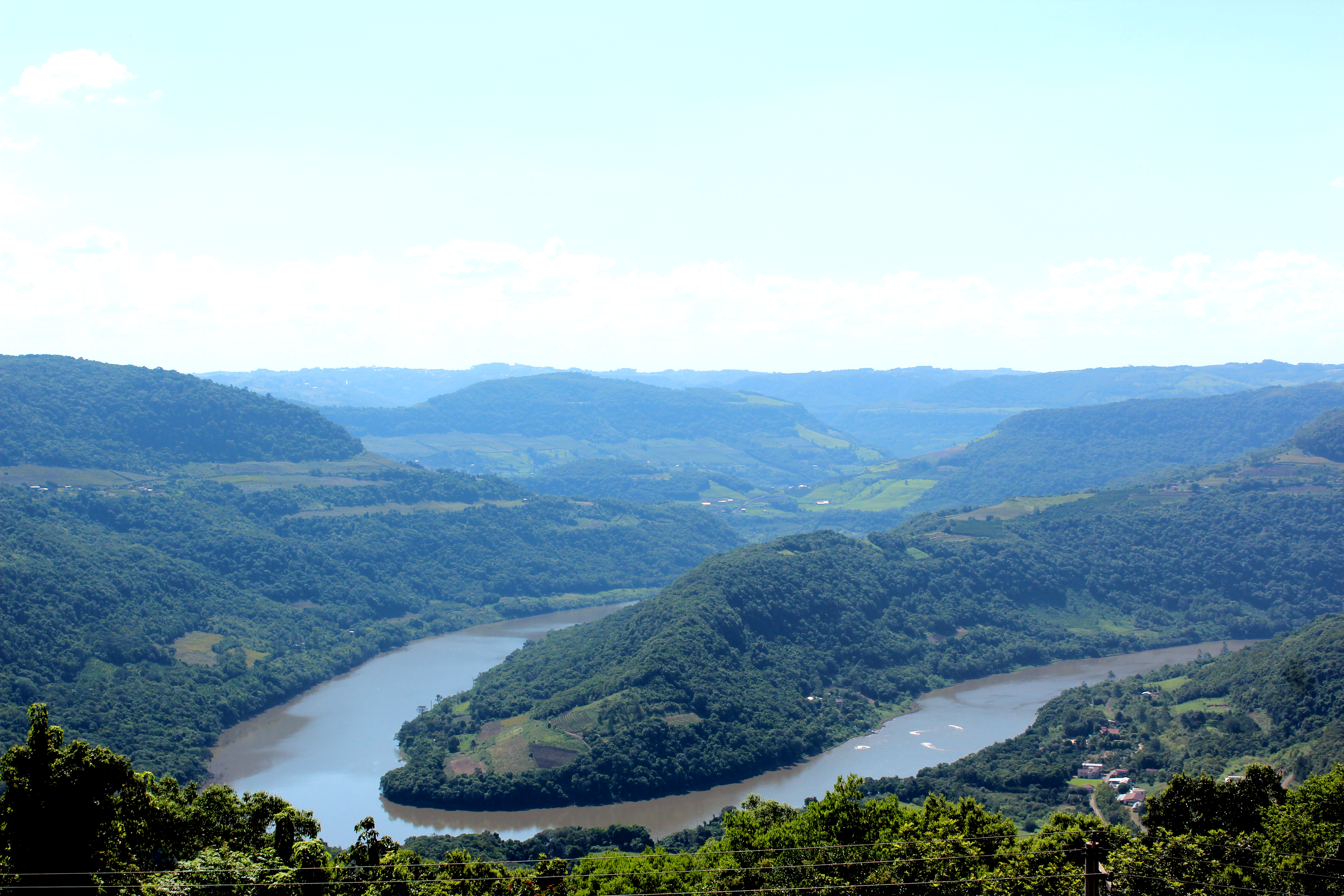
Mata ripária no rio das Antas, RS.
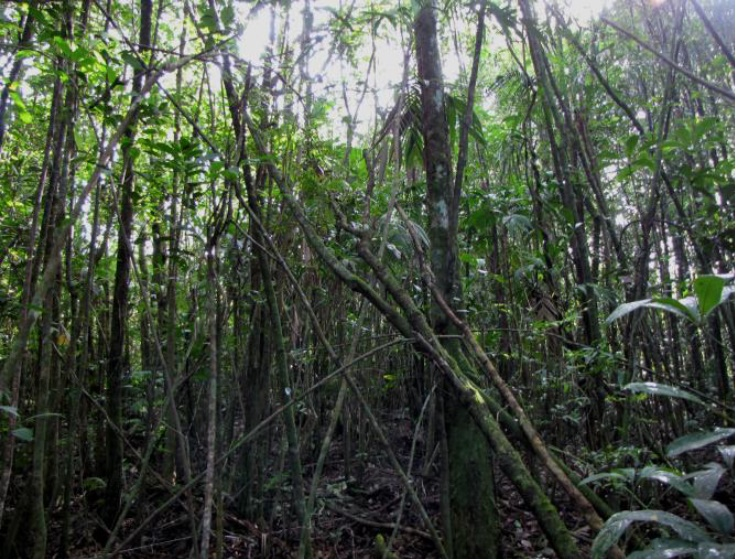
Mata de brejo em Bauru, SP.

### Região Norte

#### Mata de várzea
Na Amazônia, este tipo de vegetação ocorre em áreas alagadas periodicamente, em rios de águas "brancas" (na realidade, turvas, barrentas), em geral. Possui fisionomia e florística diferentes das "várzeas" do Brasil Central.

#### Mata de igapó
Este tipo de vegetação da Amazônia ocorre em áreas alagadas permanentemente ou quase, em rios de águas negras, em geral.

#### Caatinga-gapó
Na região norte, há a caatinga-gapó (atualmente considerada um tipo de campinarana), vegetação que ocorre em áreas de acumulações lixiviadas e planícies com espodossolos e neossolos quartzarênicos, com formas biológicas adaptadas a estes solos quase sempre encharcados.

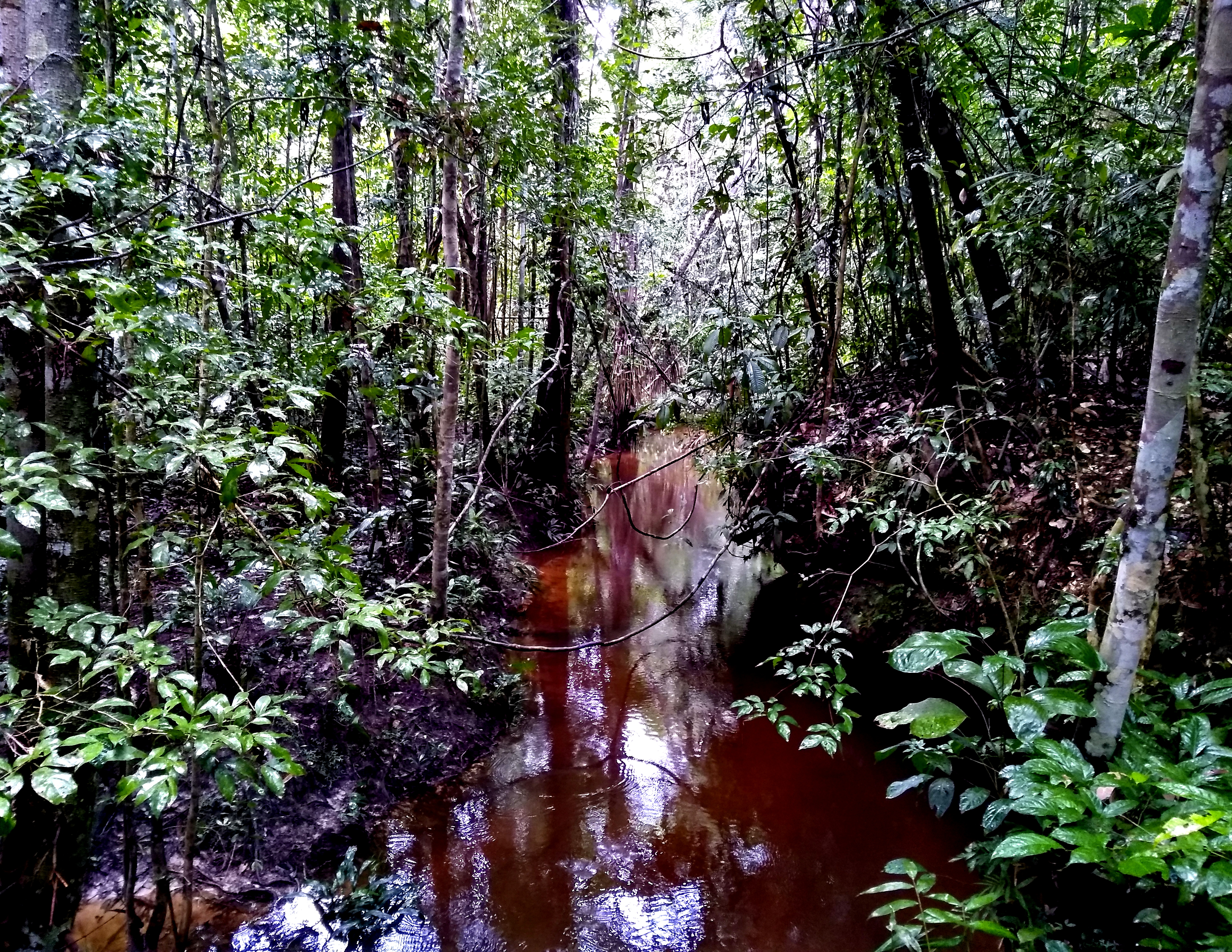
Vegetação ribeirinha num igarapé, Manacapuru, AM.
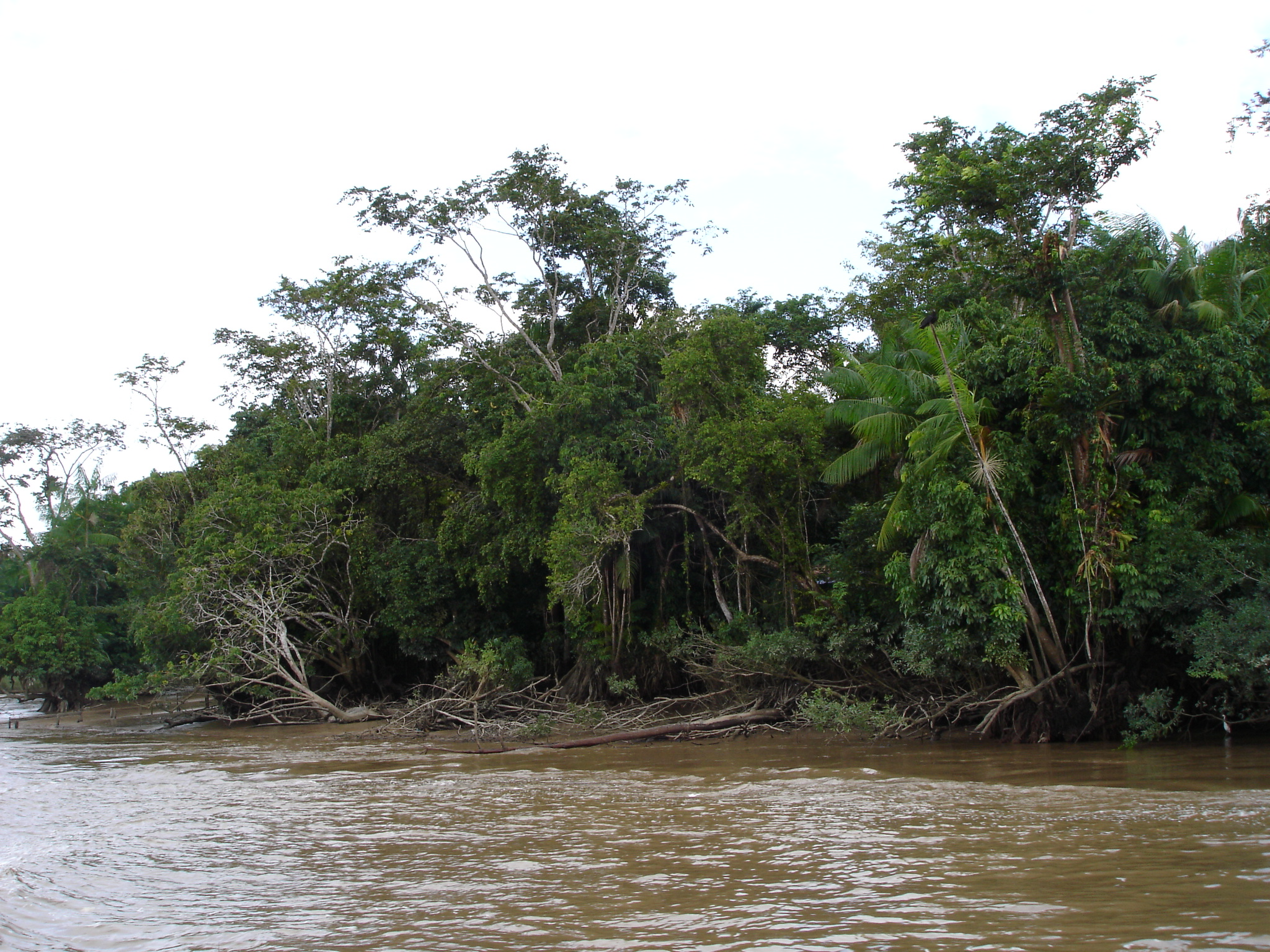
Mata de várzea no rio Amazonas.
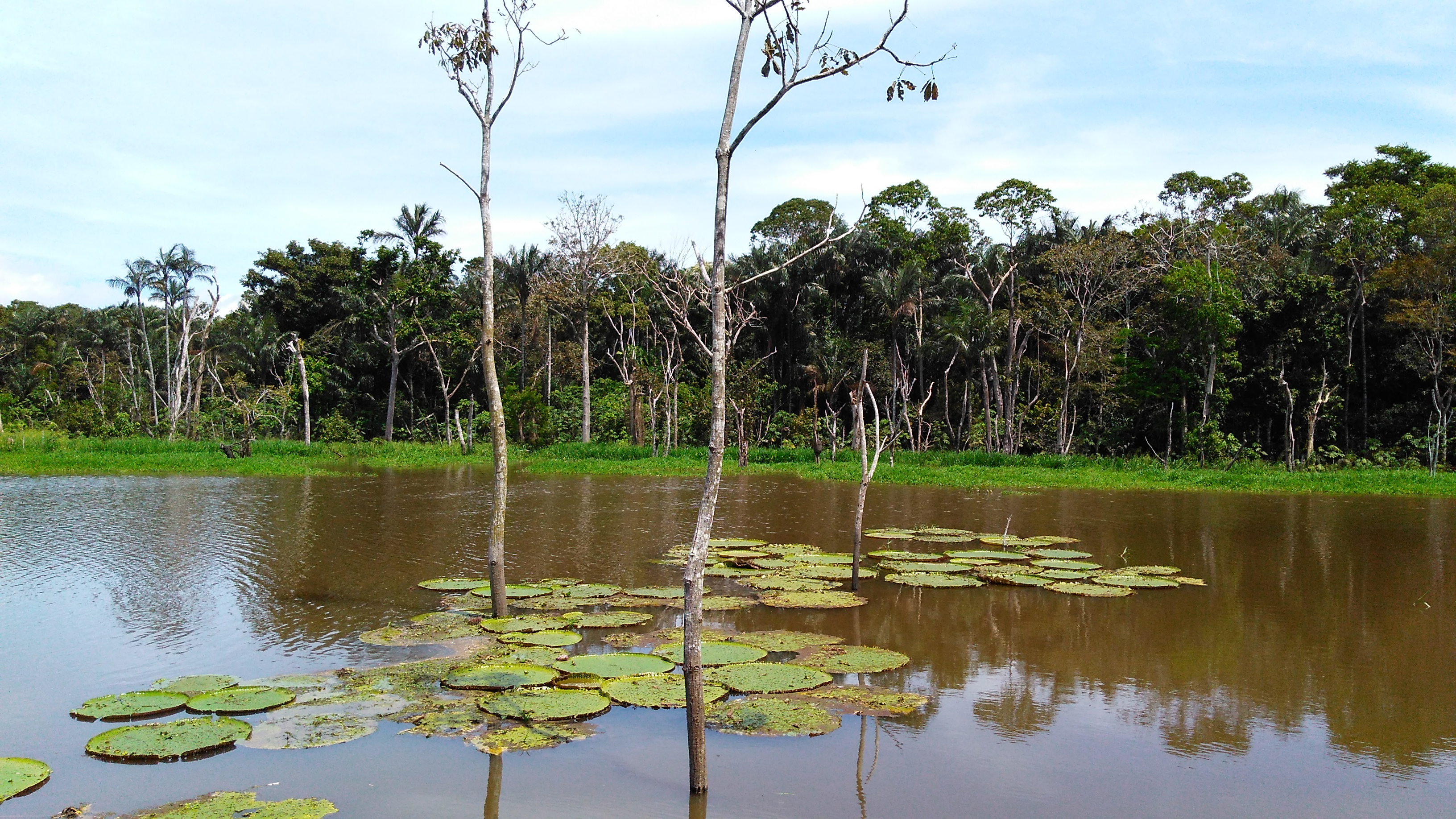
Mata de igapó no Parque Estadual Rio Negro, AM.
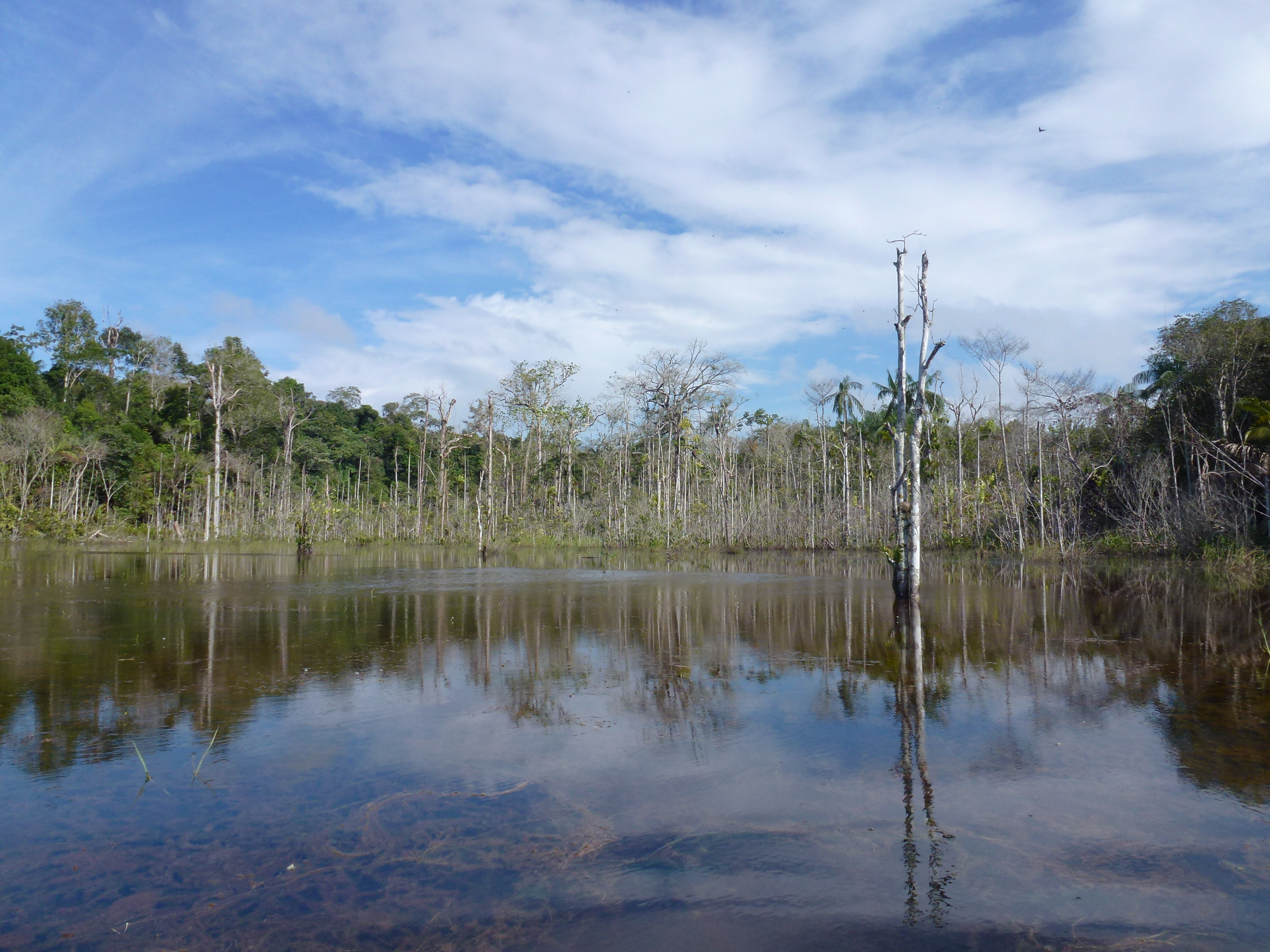
Campinarana em Manaus, AM.

### Outros

#### Brejos, campos de várzea e campos úmidos
Os campos de várzeas ou brejos ocorrem ao longo de rios em todas as regiões do Brasil, recebendo denominações diversas (ver acima). Gonzaga de Campos (1912) os chamou de campinas, entretanto, tal termo é ambíguo, pois pode se referir também a campos secos, ou ainda, às campinas amazônicas (hoje chamadas campinaranas). Na classificação do IBGE (2012), os campos de várzea e brejos são chamados de "vegetação pioneira com influência fluvial".
Nos pântanos, predominam os gêneros Typha, Cyperus e Juncus. Em planícies alagáveis melhor drenadas, são comuns os gêneros Panicum, Paspalum e Thalia. Em terraços mais enxutos, Acacia, Mimosa, etc. Enfim, nos terraços mais secos, Mauritia e Euterpe (buritizais).
Quando o fator influente na vegetação é o lençol freático alto, e não a cheia dos rios, usa-se a denominação "campo limpo úmido".
Os fatores que determinam a ocorrência de fisionomia florestal (floresta paludosa) ou de fisionomia predominantemente herbácea (campos) em solos hidromórficos são ainda pouco conhecidos.

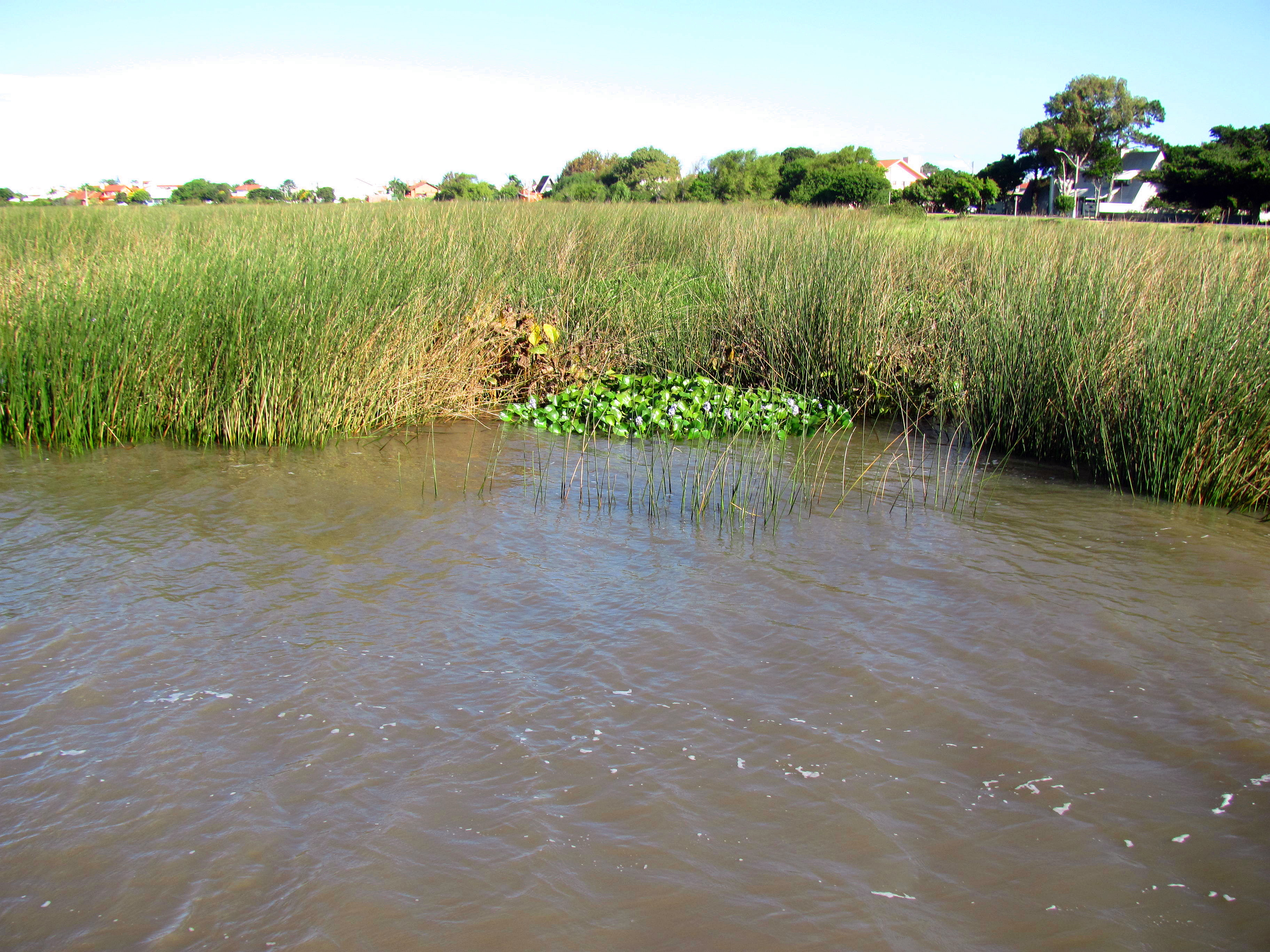
Várzea com aguapés em São Lourenço do Sul, RS.
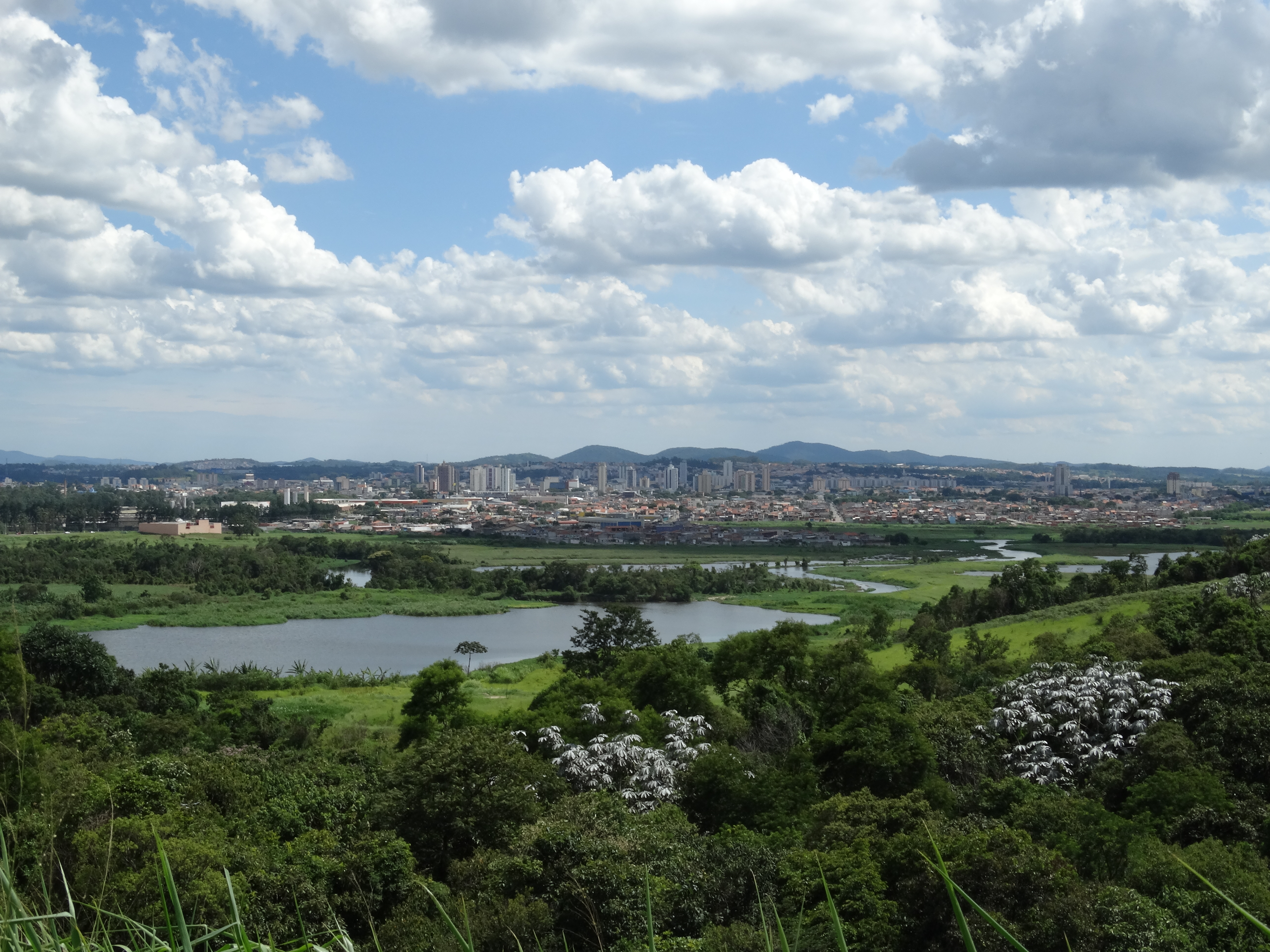
Campos de várzea do rio Tietê, Suzano, SP.
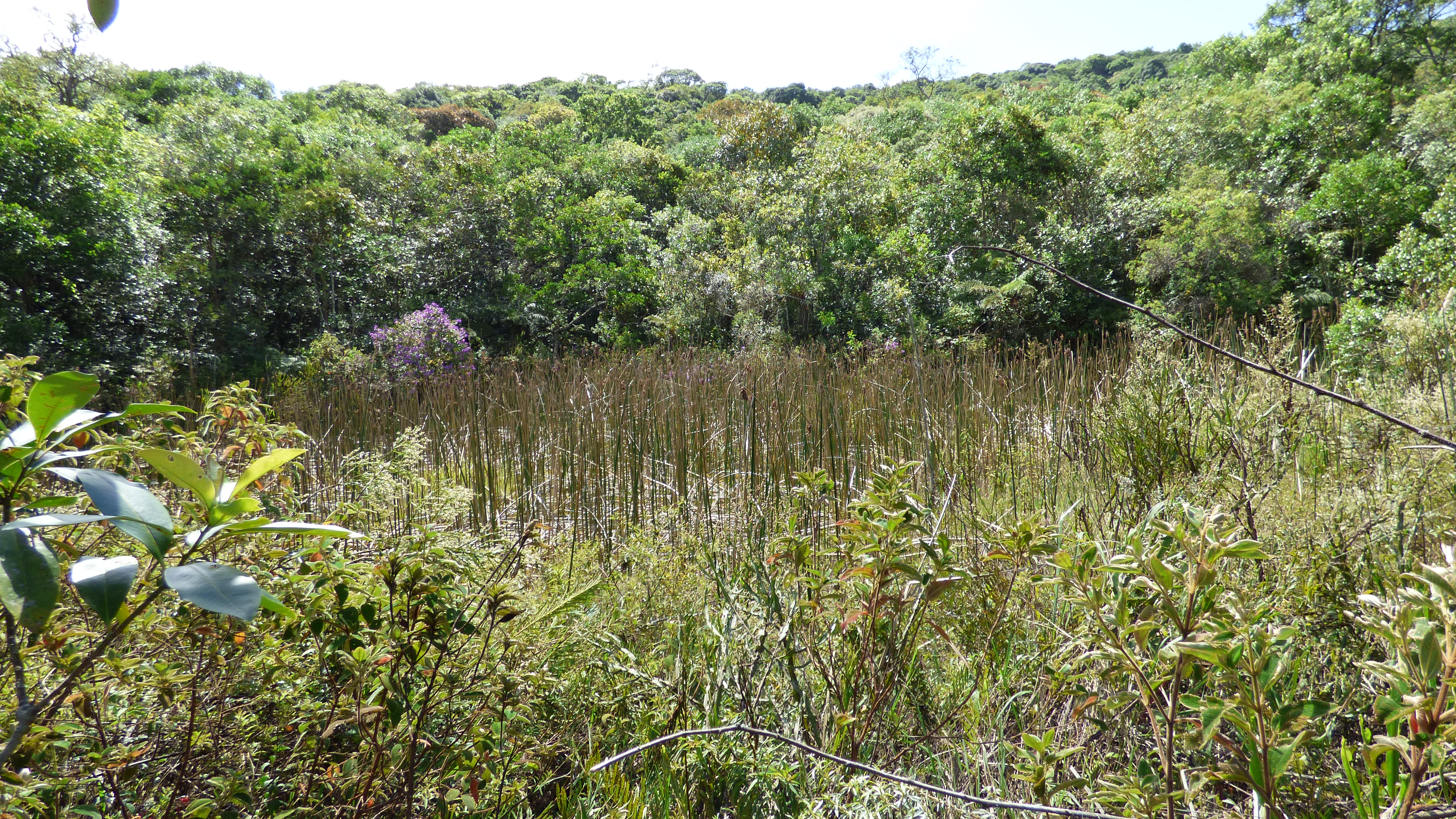
Brejo com taboas (Typha sp.) na Serra do Japi, SP.
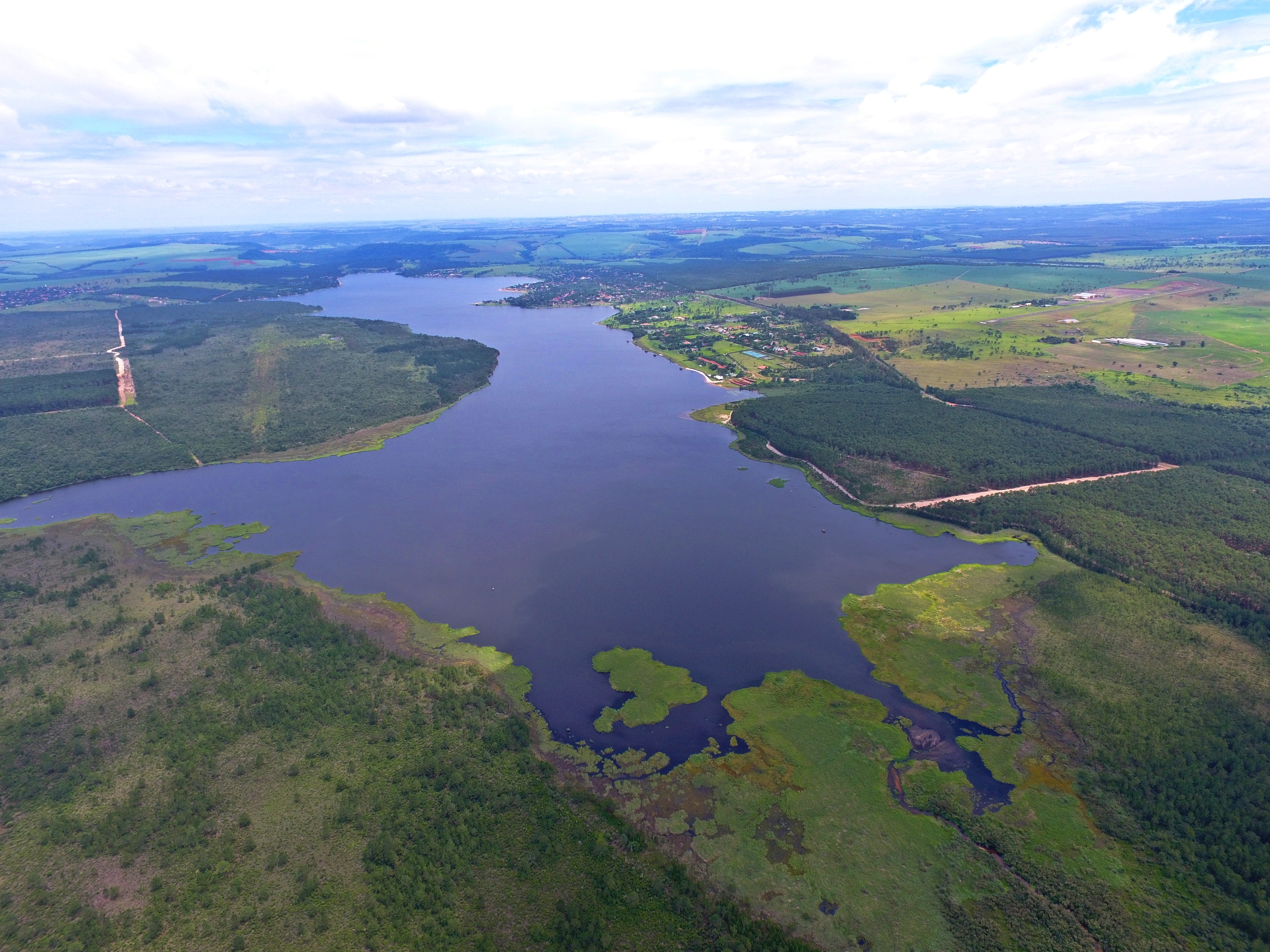
Campos de várzea e campos úmidos em Itirapina, SP.
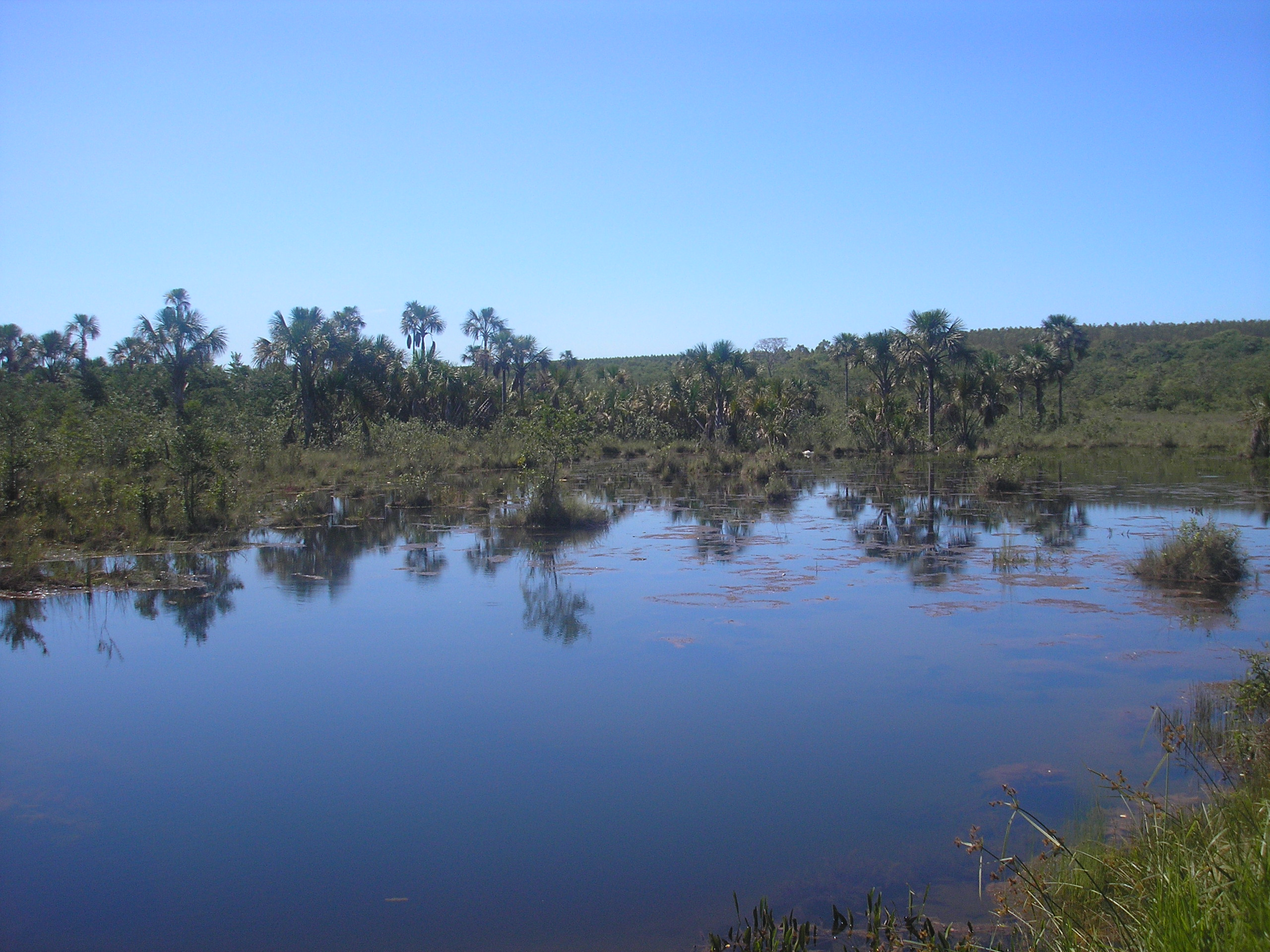
Vereda em Lagoa Grande, MG.
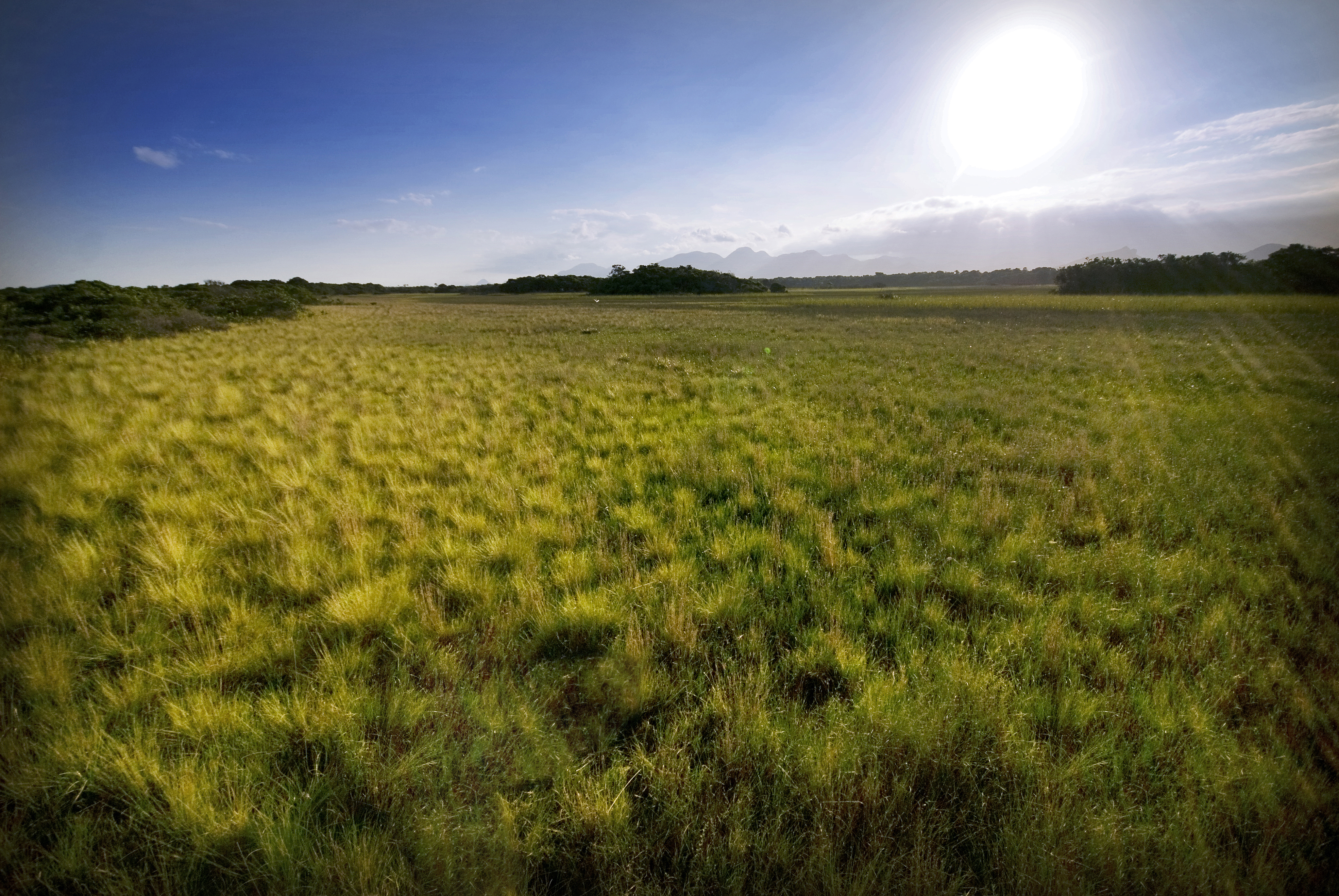
Brejo no Parque Estadual Paulo César Vinha, ES.
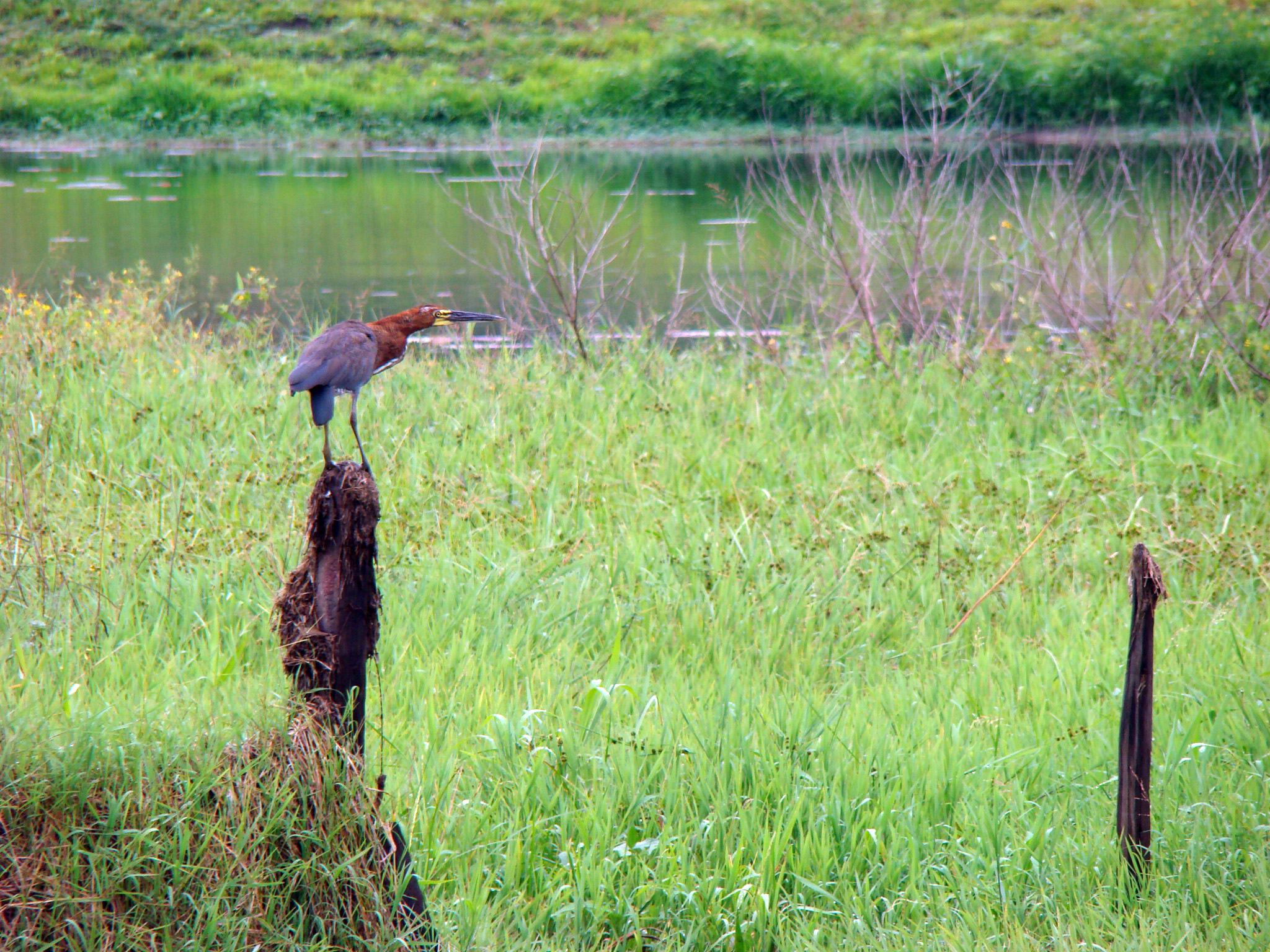
Campo de várzea em Careiro da Várzea, AM.

## Em Portugal
Em Portugal, emprega-se o termo generalista vegetação ribeirinha (ou ripícola) e, para os corredores fechados, galeria ribeirinha (ou ripícola).

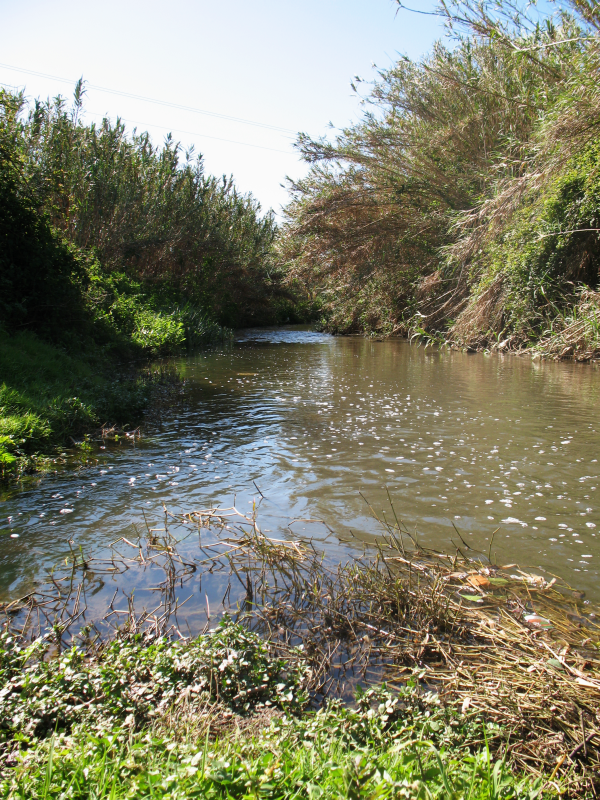
Vegetação ribeirinha no rio Cáster.
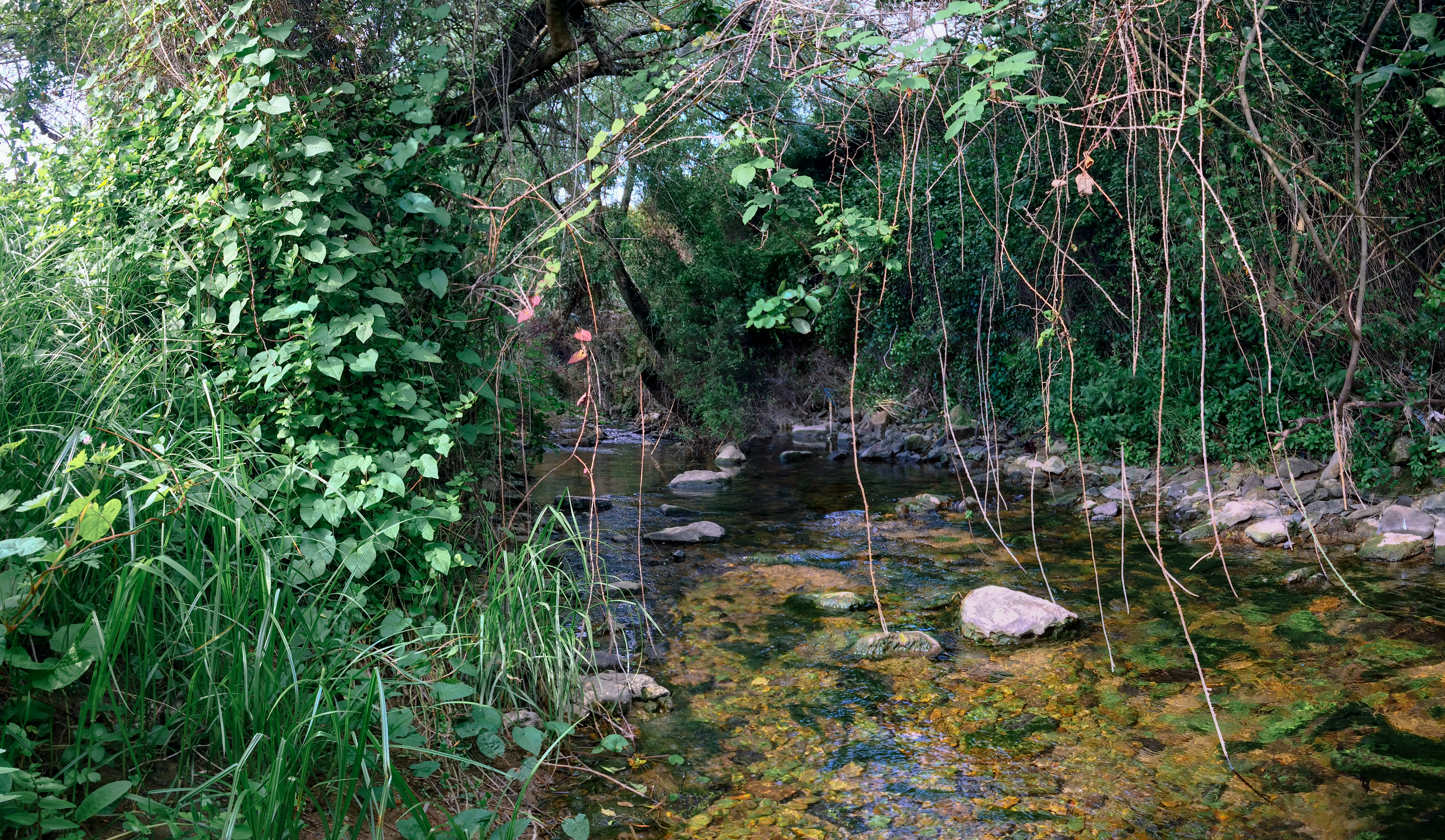
Galeria ribeirinha na ribeira de Caparide.

## Ecologia: funções
As matas ripárias são sistemas que funcionam como reguladores do fluxo de água, sedimentos e nutrientes entre os terrenos mais altos da bacia hidrográfica e o ecossistema aquático.
Essas matas desempenham o papel de filtro, o qual se situa entre as partes mais altas da bacia hidrográfica, utilizadas pelo homem para a agricultura e urbanização; e a rede de drenagem desta, onde se encontra o recurso mais importante para o suporte da vida, que é a água. Os ecossistemas formados pelas matas ripárias desempenham suas funções hidrológicas das seguintes formas:
- Estabilizam a área crítica, que são as ribanceiras do rio, pelo desenvolvimento e manutenção de um emaranhado radicular;
- Funcionam como tampão e filtro entre os terrenos mais altos e o ecossistema aquático, participando do controle do ciclo de nutrientes na bacia hidrográfica, através de ação tanto do escoamento superficial quanto da absorção de nutrientes do escoamento subsuperficial pela vegetação ripária;
- Atuam na diminuição e filtragem do escoamento superficial impedindo ou dificultando o carregamento de sedimentos para o sistema aquático, contribuindo, dessa forma, para a manutenção da qualidade da água nas bacias hidrográficas;
- Promovem a integração com a superfície da água, proporcionando cobertura e alimentação para peixes e outros componentes da fauna aquática;

Através das copas das árvores, interceptam e absorvem a radiação solar, contribuindo, assim, para a estabilidade térmica dos pequenos cursos d'água. Todas essas funções mencionadas acima afetam diretamente o ambiente aquático, levando, por exemplo, a mudanças na fauna de peixes quando a mata é removida.

## Descrição
Estão sujeitas a inundações frequentes. No cerrado brasileiro, a vegetação ripária assume a forma de mata de galeria, ou seja, a vegetação florestal que acompanha os rios de pequeno porte e córregos dos planaltos do Brasil Central, formando corredores fechados (galerias). Ocupa áreas de vales úmidos ao longo de cursos de água, em solos aluvionados por conta da erosão. Meliaceae, Euphorbiaceae, Moraceae, Lauraceae, entre outras, fazem parte do grupo de espécies existentes nessa vegetação. É, também, importante no processo de barragem de detritos e para estabilização de barrancos. Algumas matas de galeria formam veredas herbáceas em suas bordas, importantes vias de trânsito da fauna.
A floresta se mantém verde durante o ano todo (não perde as folhas durante a estação seca) e acompanha os córregos e riachos da região centro-oeste do Brasil. Apresenta árvores com altura entre 20 e 30 metros. Esta fisionomia é comumente associada a solos hidromórficos, com excesso de umidade na maior parte do ano devido ao lençol freático superficial e à grande quantidade de material orgânico acumulado, propiciando a decomposição que confere a cor preta característica desses solos do cerrado).
A mata ripária é encontrada ao longo do curso dos rios e tem uma fisiologia dos diversos biomas existentes, mesmo não estando diretamente ligada a eles. As espécies arbóreas apresentam diferenciações sutis que só são percebidas por um bom especialista em taxonomia. Matas ripárias ajudam a sedimentar o controle e reduzir os efeitos danosos das enchentes, ajudando na estabilização dos igarapés. Zonas ripárias são zonas de transição entre um ambiente de sequeiro terrestre e um ambiente aquático. Organismos encontrados nesta zona são adaptados a inundações periódicas.
Essas formações arbóreas variam de acordo com a região onde se encontram e a vegetação que predomina no local. Podendo ser encontradas do norte ao sul do Brasil, apresentam uma notável biodiversidade arbórea.
| “ | ... todas essas florestas associadas a curso d’água têm uma estrutura e funcionalidade ecossistemática aparentemente similar. No entanto, elas diferem fundamentalmente entre si pela sua composição taxonômica, conforme o domínio, a região, e até a altitude em que são encontradas... | ” |

Esses tipos de mata são considerados, por muitos, um verdadeiro mosaico, pois podem ocorrer de uma forma ou de outra em todas as regiões do país, de acordo com as características do solo, da bacia hidrográfica e de outros elementos existentes ao longo do curso das águas e que influenciam diretamente as características das espécies arbóreas existentes.

## A mata ripária e a qualidade da água
O principal papel desempenhado pela mata ripária na hidrologia de uma bacia hidrográfica pode ser verificado na quantidade de água do deflúvio. Em estudos realizados para se verificar o processo de filtragem superficial e subsuperficial dos nutrientes (nitrogênio, fósforo, cálcio, magnésio e cloro), através da presença da mata ripária, as conclusões foram as seguintes:
- A manutenção da qualidade da água em microbacias agrícolas depende da presença da mata ciliar;
- A remoção da mata ripária resulta num aumento da quantidade de nutrientes no curso de água;
- Esse efeito benéfico da mata ripária é devido à absorção de nutrientes do escoamento subsuperficial pelo ecossistema ripário.

## O consumo de água pela mata ripária
Em regiões semiáridas, onde a água é limitante, a presença da mata ripária pode significar um fator de competição. Isso se deve ao fato de que as árvores das matas ciliares apresentam suas raízes em constante contato com a franja capilar do lençol freático. Nesse caso, o manejo da vegetação ripária pode resultar numa economia de água.
No caso de se pensar em aumentar a produção de água de uma bacia mediante o corte da vegetação da mata ciliar em regiões semiáridas, deve-se considerar que a eliminação da vegetação deve ser por meio de cortes seletivos e jamais por corte raso. Isso porque as funções básicas das matas ripárias (manutenção de habitat para fauna, prevenção de erosão e aumento da temperatura da água) devem ser mantidas. Na região sul do Brasil, onde o clima é subtropical sempre úmido e chovem, em média, 1 350 milímetros por ano, a competição das matas ciliares não compromete a produção de água nas bacias hidrográficas a ponto de serem feitos cortes rasos.

## Conservação
Segundo o Código Florestal Brasileiro, as vegetações ripárias são preservadas mediante as áreas de preservação permanente (APPs), devendo-se respeitar uma extensão específica de acordo com a largura do rio, lago, represa ou nascente.